# Johanna von Törne
Johanna (Jeanette) Elisabeth von Törne, född 15 juli 1778, död 24 maj 1867 i Stockholm, var en svensk målare.
Hon var dotter till kaptenen Adolf Fredrik von Törne och Susanna Elisabet Dobbin och från 1807 gift med domkyrkosysslomannen i Linköping fil. dr. Sven Collin. Törne fick liksom många andra adelsflickor vid den tiden i sin ungdom undervisning i målning och teckning. Hon medverkade i Konstakademiens utställning 1807 med målningarna En negrerna och en landskapsskildring. 